# Reesberg

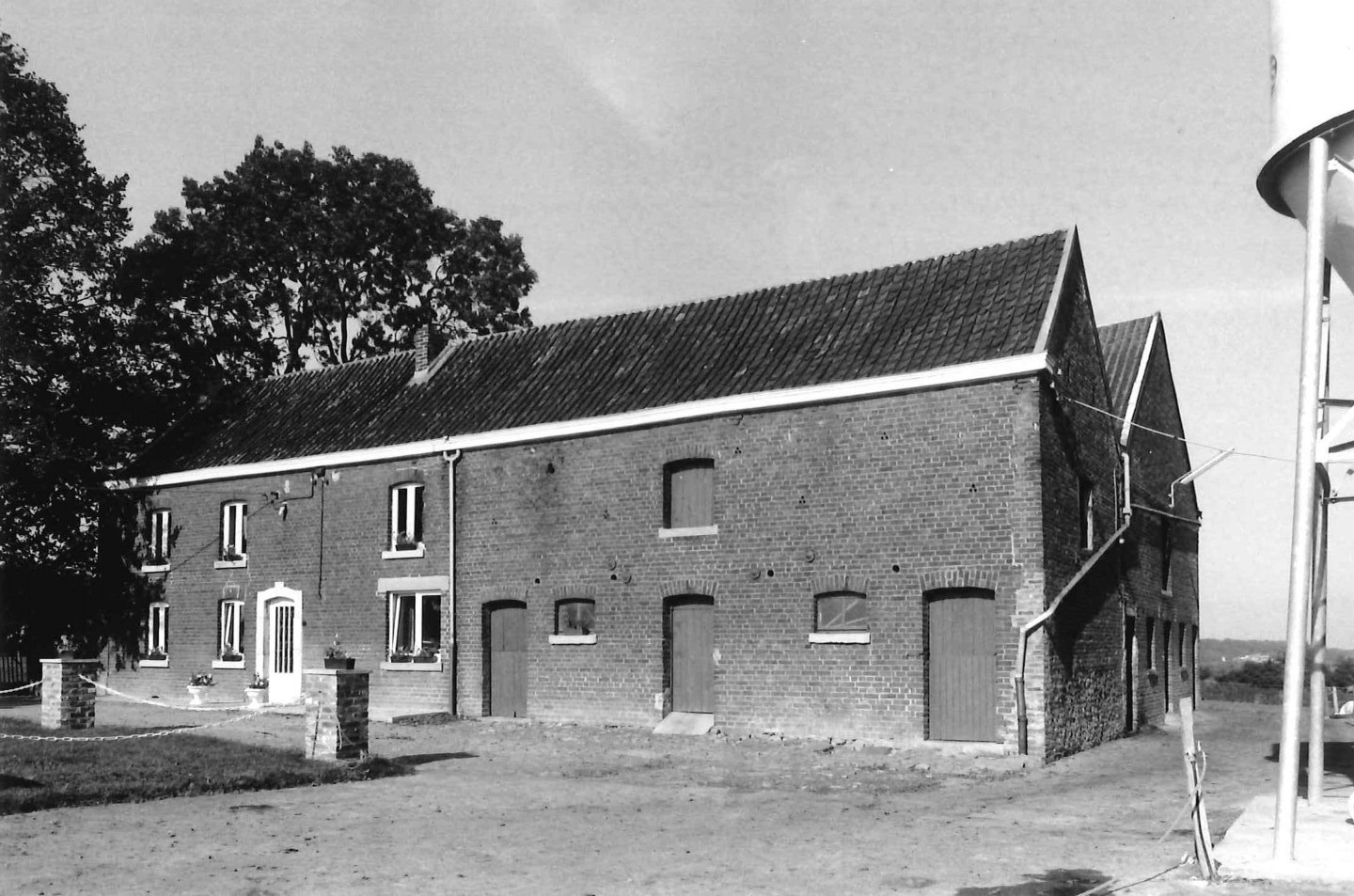
Hoeve op de Reesberg

Reesberg is een Belgisch gehucht in de Limburgse gemeente Voeren. Het bevindt zich langs de gelijknamige straat in de deelgemeente Remersdaal aan de Vlaams-Waalse taalgrens, dicht bij het iets grotere gehucht Hagelstein. In het gehucht Reesberg bevindt zich een van de twee hoogste punten van het Vlaams gewest. De heuveltop van 287,5 meter hoogte is daarmee even hoog als een vlakbij gelegen andere top in het Strouvenbos.
Reesberg bestaat als gehucht reeds meerdere eeuwen en werd op de Ferrariskaarten van eind 18e eeuw aangeduid als Riesbrugge. In plaatselijk dialect wordt gesproken van "Reersberg" of "Risjbrig". Twee hoeves van het gehucht zijn geregistreerd als onroerend erfgoed.
Deelgemeenten: 's-Gravenvoeren · Moelingen · Remersdaal · Sint-Martens-Voeren · Sint-Pieters-Voeren · Teuven

Overige kernen: Berg · Drink · Gieveld · Hagelstein · Ketten · Knap · Krindaal · Nurop · Obsinnich · Peerds · De Plank · Reesberg · Rullen · Schilberg · Schophem · Schoppemerheide · Sinnich · Snauwenberg · Stroevenbos · Swaan · Ulvend · Veld · Veurs

Belgische gemeenten · Arrondissement Tongeren · Limburg · Vlaanderen